# Ivette de Huy
Ivette de Huy, también llamada Ivetta, Juette o Jufta (1157-13 de enero de 1228), fue una mística y ermitaña de los siglos XII y XIII. Su vida se conoce gracias al canónigo premonstratense Hugues de Floreffe.

## Biografía

### Juventud y matrimonio
Nacida en 1157 en el seno de una familia de clase media alta (su padre era administrador de los dominios del obispo de Lieja en la región de Huy), Ivette manifestó desde los 12 años su deseo de dedicarse a Dios. Pese a ello, acorde a las costumbres de la época fue dada en matrimonio contra su voluntad a los 13 años. Ivette aborrecía su vida de casada y sentía odio hacia su esposo, llegando al extremo de desear la muerte. Con el paso del tiempo aceptaría su situación e incluso llegaría a amar a su esposo, con quien tuvo tres hijos, uno de ellos muerto en la infancia.

### Consagración a Dios
Su esposo murió cuando Ivette tenía 18 años. Viuda y con dos hijos, todavía era considerada joven y hermosa, por lo que su padre trató de volver a desposarla, si bien en esta ocasión Ivette se negó y decidió consagrar su vida a Dios. No obstante, su padre, amigo de Rodolfo de Zähringen, obispo de Lieja, intentó hacerla desistir; llevó a Ivette ante un tribunal episcopal, manteniéndose la joven en silencio. Rodolfo decidió llevarla consigo para una conferencia privada, momento en que Ivette abogó por su causa. Tras comprobar que la mujer deseaba entregarse totalmente a la vida religiosa, el obispo se mostró de acuerdo, debiendo su padre ceder.
A partir de entonces Ivette se dedicaría a educar a sus hijos y a llevar a cabo obras de caridad. Estas acciones la llevarían a ser ampliamente conocida; era costumbre que los peregrinos y viajeros acudiesen en masa a verla a su casa, aunque poco después Ivette declararía su deseo de abandonar el mundo. Realizó los arreglos necesarios para asegurar el futuro de sus hijos y se retiró a una colonia de leprosos mal antenida en Statte, en las colinas de Huy, cerca del río Mosa.

### Servicio a los leprosos
Con el fin de profundizar en su vida espiritual, Ivette se puso al servicio de los leprosos; decidida a lograr una mayor unión con Cristo, rechazó todo tipo de precauciones y cuidó a enfermos de lepra sin protección alguna, arriesgándose a contagiarse. Admirada por los habitantes del lugar, Ivette recibía continuas visitas y su intercesión y consejos eran altamente solicitados (su fama le llevó a reunir en torno a ella a un grupo de devotos y discípulos).
En 1191 su padre, quien hasta entonces había cuidado a sus hijos y hecho todo lo posible para desviar a Ivette de su camino espiritual, se convirtió y, ya viudo, ingresó como monje cisterciense en la Abadía de Villers (con el tiempo llegaría a ser conocido como Otton de Villers).

### Vida como ermitaña y muerte
Deseando cumplir una penitencia mayor, Ivette, con 34 años de edad, se convirtió en ermitaña, para lo cual vivió encerrada hasta su muerte en una celda situada en lo alto de una colina en Statte, motivo por el que empezó a ser vista como el ángel de la guarda de Huy (la ceremonia de enclaustramiento fue conducida por el abad de la Abadía de Orval). Acreedora de dones místicos (como leer la mente), gracias a este acto los discípulos aumentaron al igual que las limosnas, con las cuales Ivette dispuso el levantamiento de una iglesia y un hospital para leprosos, controlando las labores de construcción desde su celda.
Pese a su vida como ermitaña, Ivette siempre estuvo pendiente de sus hijos: uno de ellos entró en la Abadía de Orval (de la que terminaría siendo abad), mientras que el otro llevaba una vida disoluta. Ivette trató en múltiples ocasiones de hacer que su hijo cambiase; tras varias promesas sin cumplir, el hombre, objeto de un gran escándalo, abandonó la región por expreso deseo de su madre (con el tiempo se convertiría en monje cisterciense e ingresaría en la Abadía de Trois-Fontaines).
Del mismo modo, logró llamar a su presencia a varios curas y al deán de la iglesia local para reprocharles su conducta; con el tiempo sería vista como una amenaza para los clérigos y los canónigos, motivo por el que llegó a ser denunciada. Ivette murió en su celda el 13 de enero de 1228, a los 70 años.

## Veneración
Su fama provocó que tras su muerte se empezase a desarrollar de inmediato un culto en torno a su figura. Aunque nunca llegó a ser canonizada, la Iglesia católica la considera venerable, celebrándose su fiesta el 13 de enero.